# Phrom Phiram (huyện)
Phrom Phiram (tiếng Thái: พรหมพิราม) là một huyện (amphoe) ở tây bắc thuộc tỉnh Phitsanulok, phía bắc Thái Lan.

## Lịch sử
Năm 1972, các nhà sử học đã khảo sát khu vực thành phố cổ  Mueang Phrom Phiram. Họ đã tìm thấy nhiều tường thành, đế Chedi và Celadon Sukhothai Celadon trên tuyến đường Phra Ruang từ Sukhothai ở tambon Si Phirom và Dong Prakham. Do tuyến đường tiếp tục chạy theo hướng đông đến Wat Bot và Nakhon Thai, các nhà lịch sử đã đưa ra giả thuyết rằng, đây là một tuyến đường vận chuyển giữa Sukhothai và Bang Yang.
Vua Trailokanat đã di chuyển quân qua Phrom Phiram đến Phichai để giao chiến với vua Tilokaraj của Lanna.
Vị trí cũ của Phrom Phiram ở tambon Matum. Huyện Phrom Phiram được lập năm 1895. Trụ sở huyện đã được dời đến hữu ngạn sông Nan tại Ban Yan Khat khoảng năm 1950. Khi chính phủ Thái Lan cho xây tuyến đường ray phía bắc qua huyện này, trụ sở huyện đã được dời đến Ban Krap Phuang (nay là Ban Phrom Phiram), cách nhà ga xe lửa Phrom Phiram 500 m.

## Địa lý
Các huyện giáp ranh (từ phía đông theo chiều kim đồng hồ): Wat Bot, Mueang Phitsanulok, Bang Rakam thuộc tỉnh Phitsanulok, Kong Krailat, Mueang Sukhothai, Si Samrong, Sawankhalok thuộc tỉnh Sukhothai, Phichai thuộc tỉnh Uttaradit.
Phrom Phiram nằm trong lưu vực sông Nan, một phần của lưu vực sông Chao Phraya. Nguồn nước chính ở đây là sông Nan. sông Khwae Noi cũng chảy vào sông Nan ở Phrom Phiram.

## Hành chính
Huyện này được chia thành 12 phó huyện (tambon), các đơn vị này lại được chia ra thành 119 làng (muban). Có hai thị trấn (thesaban tambon) - Phrom Phiram nằm trên một phần của tambon Phrom Phiram and Wong Khong nằm trên một phần của tambon Wong Khong and Matong. Có 12 tổ chức hành chính tambon.
| STT | Tên             | Tên tiếng Thái | Số làng | Dân số |  |
| --- | --------------- | -------------- | ------- | ------ |  |
| 1.  | Phrom Phiram    | พรหมพิราม       | 15      | 15.075 |  |
| 2.  | Tha Chang       | ท่าช้าง          | 13      | 9.506  |  |
| 3.  | Wong Khong      | วงฆ้อง          | 11      | 10.625 |  |
| 4.  | Mathum          | มะตูม           | 6       | 4.046  |  |
| 5.  | Ho Khlong       | หอกลอง         | 7       | 4.759  |  |
| 6.  | Sri Phirom      | ศรีภิรมย์         | 12      | 7.777  |  |
| 7.  | Taluk Thiam     | ตลุกเทียม        | 8       | 4.662  |  |
| 8.  | Wang Won        | วังวน           | 10      | 3.783  |  |
| 9.  | Nong Khaem      | หนองแขม        | 10      | 5.773  |  |
| 10. | Mathong         | มะต้อง          | 11      | 9.301  |  |
| 11. | Thap Yai Chiang | ทับยายเชียง      | 6       | 5.551  |  |
| 12. | Dong Prakham    | ดงประคำ        | 10      | 8.305  |  |

## Các khu dân cư lớn
- Ban Phrom Phiram
- Ban Sapan Hin
- Ban Grap Puang
- Ban Yan Kat
- Ban Huay Dang
- Ban Mathong
- Ban Khlong Khae
- Ban Na Kum
- Ban Khlong Mem
- Ban Phai Ko Nam
- Ban Wong Khong
- Ban Yan Yao
- Ban Hat Yai
- Ban Nong Khaem
- Ban Khlong Than
- Ban Wang Mai Gaen
- Ban Taluk Thiam